# Abraxas expectata
Abraxas expectata är en fjärilsart som beskrevs av W. Warren 1902. Abraxas expectata ingår i släktet Abraxas och familjen mätare. Inga underarter finns listade i Catalogue of Life.